# 20 minutos

20 minutos-logo

20 minutos is een gratis te verkrijgen Spaanse krant die wordt uitgegeven door Multiprensa & Mas S.L, een bedrijf dat in 1999 ontstond.
De krant kent verschillende edities, die per stad of regio verschillen. De huidige CEO van 20 minutos is de Noorse econoom Sverre Munck, die onder meer baas is van de 20 Min Holding-groep.